# Ronde van Italië 2021/Eenentwintigste etappe
De eenentwintigste etappe van de Ronde van Italië 2021 werd verreden op 30 mei van Senago naar Milaan. Het betrof een tijdrit over 30,3 kilometer. Ondanks een lekke band won wereldkampioen Filippo Ganna deze tijdrit. Nummer twee Rémi Cavagna wist niet te profiteren, omdat hij een bocht miste. Het verschil tussen nummer vijf en zes in het algemeen klassement (Daniel Martínez en João Almeida) was uiteindelijk vijfhonderdste.
| Senago – Milaan (30,3 km) |                     |                       |         |
| Plaats                    | Naam                | Ploeg                 | Tijd    |
| 1                         | Filippo Ganna       | INEOS Grenadiers      | 33'48"  |
| 2                         | Rémi Cavagna        | Deceuninck–Quick-Step | + 12"   |
| 3                         | Edoardo Affini      | Team Jumbo-Visma      | + 13"   |
| 4                         | Matteo Sobrero      | Astana-Premier Tech   | + 14"   |
| 5                         | João Almeida        | Deceuninck–Quick-Step | + 27"   |
| 6                         | Max Walscheid       | Team Qhubeka-ASSOS    | + 33"   |
| 7                         | Alberto Bettiol     | EF Education-Nippo    | + 34"   |
| 8                         | Jan Tratnik         | Bahrain-Victorious    | + 42"   |
| 9                         | Gianni Moscon       | INEOS Grenadiers      | + 44"   |
| 10                        | Iljo Keisse         | Deceuninck–Quick-Step | + 47"   |
|                           |                     |                       |         |
| 20                        | Julius van den Berg | EF Education-Nippo    | + 1'38" |

| Algemeen klassement |                  |                        |            |
| Plaats              | Naam             | Ploeg                  | Tijd       |
| Roze trui           | Egan Bernal      | INEOS Grenadiers       | 86u17'28"  |
| 2                   | Damiano Caruso   | Bahrain-Victorious     | + 1'29"    |
| 3                   | Simon Yates      | Team BikeExchange      | + 4'15"    |
| 4                   | Aleksandr Vlasov | Astana-Premier Tech    | + 6'40"    |
| 5                   | Daniel Martínez  | INEOS Grenadiers       | + 7'24"    |
| 6                   | João Almeida     | Deceuninck–Quick-Step  | z.t.       |
| 7                   | Romain Bardet    | Team DSM               | + 8'05"    |
| 8                   | Hugh Carthy      | EF Education-Nippo     | + 8'56"    |
| 9                   | Tobias Foss      | Team Jumbo-Visma       | + 11'44"   |
| 10                  | Daniel Martin    | Israel Start-Up Nation | + 18'35"   |
|                     |                  |                        |            |
| 13                  | Koen Bouwman     | Team Jumbo-Visma       | + 30'56"   |
| 20                  | Louis Vervaeke   | Alpecin-Fenix          | + 1u05'19" |

1e etappe ·
2e etappe ·
3e etappe ·
4e etappe ·
5e etappe ·
6e etappe ·
7e etappe ·
8e etappe ·
9e etappe ·
10e etappe ·
11e etappe ·
12e etappe ·
13e etappe ·
14e etappe ·
15e etappe ·
16e etappe ·
17e etappe ·
18e etappe ·
19e etappe ·
20e etappe ·
21e etappe
Startlijst · Eindstanden · Afbeeldingen